# Церковь Троицы (Бостон)
Це́рковь Тро́ицы в Бо́стоне (англ. Trinity Church in the City of Boston) — епископальная церковь в бостонском районе Бэк-Бей, расположенная на Копли-сквер. Она была построена в 1872—1877 годах.

## История и архитектура
В начале XIX века территория будущего бостонского района Бэк-Бей была болотистой местностью, на которой нельзя было ничего строить. В течение нескольких десятилетий эти болота засыпа́лись гравием. В результате к началу 1870-х годов в этом районе стало возможным строить крупные здания.
Церковь Троицы строилась в 1872—1877 годах по проекту архитектора Генри Гобсона Ричардсона в том варианте неороманского стиля, который потом получил его имя — романский стиль Ричардсона. Основными строительными материалами были гранит из Монсона и песчаник из Лонгмедоу. Росписи стен и окон в церкви были выполнены художником Джоном Ла Фаржем.
1 июля 1970 года Церковь Троицы в Бостоне была внесена в Национальный реестр исторических мест США под номером 70000733, а 30 декабря 1970 года ей был присвоен статус национального исторического памятника США.